# Mouvement flamand

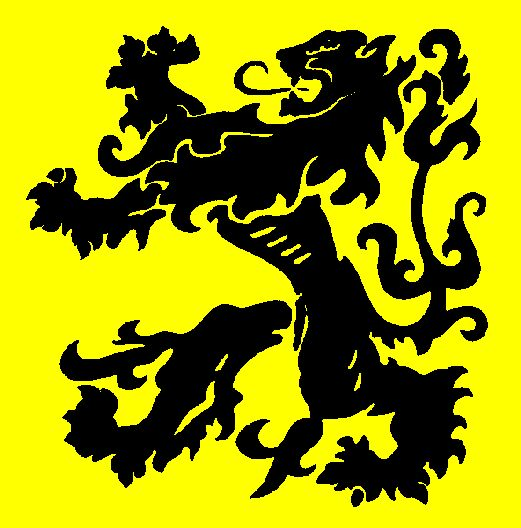
Le drapeau de combat flamand, symbole du mouvement flamand.

On appelle collectivement mouvement flamand l'ensemble des associations et des individus qui mettent l'accent sur l'émancipation de la Région flamande en Belgique. Sur le plan social, cette aspiration se traduit généralement par un militantisme politique en faveur d'une décentralisation de la structure de l'État ou d'une volonté d'indépendance.

## Histoire

### Origine revendiquée: la bataille de Courtrai
Le 11 juillet 1302 eut lieu la bataille des éperons d'or, appelée aussi bataille de Courtrai, qui vit des soldats principalement du Comté de Flandre vaincre le roi de France. Cette bataille, qui avait presque été oubliée pendant des siècles, est revendiquée depuis le XIXe siècle comme symbole de la conscience flamande. La date anniversaire de la bataille, le 11 juillet, est la fête officielle de la communauté flamande.

### Avant l'indépendance
Dans les Pays-Bas espagnols puis autrichiens au XVIIIe siècle et jusqu'à la révolution brabançonne, la langue des lettrés est le latin, progressivement remplacé par le français et plus tard également par le néerlandais, mais accompagné d'une langue vernaculaire.
C'est en 1788 que Jean-Baptiste Verlooy, juriste et homme politique du sud des Pays-Bas, dont le premier livre fut écrit en latin, publie un essai en néerlandais : « Verhandeling op d'onacht der moederlyke tael in de Nederlanden » (Traité sur l'indifférence témoignée à la langue maternelle aux Pays-Bas). On considère que c'est le premier mouvement en faveur de la langue flamande, mais aussi de la liberté et de la démocratie.
Avec la Révolution française et Napoléon, jusqu'en 1815, la Belgique est rattachée à la France, qui impose sa langue officielle, ce qui a pour conséquence que les classes supérieures parlent le français.
Avant l'indépendance, de 1815 à 1831, la Belgique est sous le contrôle des Pays-Bas du roi Guillaume 1er des Pays-Bas, qui impose le néerlandais comme langue officielle provoquant la colère des francophones au sud comme des Flamands au nord - car ceux-ci parlent leur dialecte et ignorent le néerlandais officiel, la « langue des Hollandais ». De plus, Flandre et Pays-Bas ont été historiquement séparés depuis le XVIIe siècle et la différence, notamment religieuse, est toujours présente. La Flandre catholique et son clergé sont ainsi violemment hostiles au royaume des Pays-Bas, qui est gouverné par des protestants, et cette hostilité est l'une des principales raisons de la révolution belge.

### À partir de l'indépendance
La Belgique, à partir de son indépendance en 1831, devient un État unilingue francophone, les classes dominantes du pays parlent, principalement, le français, par ailleurs, la vie publique du pays est également dominée par le français (dans la politique, la justice, l'enseignement supérieur, l'armée...). La connaissance du français constitue alors une sorte de barrière sociale.  
La plupart de la population parle alors brabançon, flamand, limbourgeois, picard et wallon, qui ne sont pas des langues normées et unifiées. Lorsque la partie du pays de langue picarde et wallonne effectue sa conversion linguistique vers le français (ces trois langues étant proches), les dialectes néerlandais : flamand, brabançon et limbourgeois sont vues comme menacés, et pas uniquement par ses locuteurs, par exemple Lucien Jottrand, qui était de langue wallonne, catholique et membre du Congrès national, plus tard libéral radical, s'engagea très tôt en faveur du néerlandais. Il semble que la diversité des dialectes néerlandais ait été un frein à leur reconnaissance, empêchant d'avoir une langue et une culture commune. Une certaine discrimination envers les locuteurs de ces dialectes est alors observée.
À partir de 1835 émerge un mouvement flamand qui réclame une meilleure reconnaissance de l'usage du néerlandais dans l'administration de l'État et ses contacts avec les citoyens. Ces revendications commencent à être rencontrées, institutionnellement, dans le dernier quart du siècle, à travers, notamment, une série de lois promulguées durant le dernier quart du XIXe siècle. L'une, de 1873, rendit possible l'utilisation du néerlandais dans les procès pénaux ; une autre, de 1878, prévoit l'utilisation du néerlandais, en matière administrative, dans certains cas, à Bruxelles et dans les provinces du Nord.
Surtout, le suffrage universel, décrété en 1893, renforce la voix des citoyens néerlandophones et leur permet d'accéder à des postes électifs et aux responsabilités. La Loi du 18 avril 1898 enfin, dite Loi d'égalité impose que les lois soient votées, sanctionnées, promulguées et publiées en langue française et en langue néerlandaise.

### L'émergence du mouvement flamand
Les premières réactions contre la domination du français viennent des milieux artistiques, avec des écrivains tels que Hendrik Conscience, Albrecht Rodenbach et Guido Gezelle. Progressivement s'établit un flamingantisme culturel généralisé, bien que les artistes eux-mêmes appartiennent à la bourgeoisie.
À partir de 1870, le mouvement flamand reçut une base populaire plus large. Il s'apparenta de plus en plus à un mouvement politique avec des exigences telles que la néerlandisation totale de l'enseignement et de la vie publique dans les parties néerlandophones du pays. Le mouvement étudiant flamand était à la base de cette évolution. Une intelligentsia catholique émergea avec des figures telles que August Vermeylen, Hugo Verriest, Cyriel Verschaeve, Frans Van Cauwelaert et Julius Vuylsteke.

### Première Guerre mondiale
Lors de la Première Guerre mondiale, il a été rapporté que les soldats néerlandophones ne comprenaient pas les ordres de leurs officiers supérieurs, et qu'ils étaient maltraités pour l'utilisation de leur langue. Tous les ordres de l'armée étaient donnés en français, les officiers étant tous originaires de la bourgeoisie et noblesse du pays qui, du nord au sud, avait le français comme lingua franca. Les sous-officiers cependant étaient souvent bilingues et des traducteurs étaient également présents, identifiés par un insigne spécifique sur leur uniforme. En outre, il convient de noter que les combattants de langue picarde et wallonne ne parlaient bien souvent pas, non plus, le français, puisque le peuple parlait, jusqu'à l'entre-deux-guerres, deux dialectes romans, picard et wallon, parfois inintelligibles pour des francophones. Il est donc erroné de considérer la Wallonie, à cette époque, comme francophone,  comme le fait parfois le mouvement flamand[réf. nécessaire].
Plus généralement, ce problème semble avoir été moindre que celui des soldats français parlant différents patois et fusillés pour n'avoir pas obéi à des ordres qu'ils ne comprenaient pas[réf. nécessaire] ; de plus, le roi Albert avait refusé les assauts inutiles, on ne peut donc pas vraiment parler de "chair à canon" pour les soldats néerlandophones.
Le Mouvement flamand et les partis politiques flamingants ont également longtemps invoqué la présence de 80 à 90 % de combattants néerlandophones dans l'armée belge durant la Première Guerre mondiale. Ce chiffre a toutefois été mis à mal dès les années 1980, les historiens parlant plutôt d'une proportion de 64,31 % de morts flamands et 35,69 % de morts côté wallon. Bien que la Belgique compte à cette époque 55% de néerlandophones (démontrant que ces combattants étaient donc légèrement surreprésentés), ce chiffre doit être relativisé par la position géographique des combats, qui eurent en majorité lieu autour de l'Yser, en province de Flandre-Occidentale. 
L'historien Marc Reynebeau conclut ainsi que « L’Yser est devenu un mythe fondateur du mouvement flamand, car il est né des frustrations et de la radicalisation au front en 14, d’activistes réagissant aux rétorsions contre les collaborateurs ».
Une grande partie de la Belgique (à l'exception du voisinage de l'Yser) étant envahie, le mouvement flamand se divisa en trois groupes : les activistes, qui collaborèrent avec l'occupant allemand pour atteindre leurs objectifs, les passivistes, qui refusèrent toute collaboration avec l'occupant et le mouvement frontiste, qui lutta au front contre la domination du français au sein de l'armée belge. Ces derniers signalèrent leur mécontentement en plaçant des tombes portant les pierres AVV-VVK (Alles voor Vlaanderen-Vlaanderen voor Kristus, « Tout pour la Flandre – la Flandre pour le Christ ») sur les tombes de centaines de soldats flamands morts sur le front.

### Seconde Guerre mondiale et Collaboration
Durant l'entre-deux-guerres, le mouvement flamand s'organisa politiquement autour du Frontpartij. Le 9 décembre 1928, Auguste Borms, un ancien activiste, fut plébiscité à Anvers lors d'une élection partielle. En 1932, le mouvement flamand obtint une première victoire : les premières lois linguistiques. Il connut aussi une évolution : alors qu'au départ il s'agissait d'un mouvement démocratique et progressiste, il s'apparenta de plus en plus à la droite autoritaire avec comme émanation le Vlaamsch Nationaal Verbond (VNV) et le Verdinaso. 
Durant la Seconde Guerre mondiale, lors de la campagne des 18 jours, les troupes flamandes manquaient de combativité alors que certains Belges en exode en France étaient appelés « boches du nord ». Certaines composantes du mouvement flamand collaborèrent à nouveau avec les Allemands. À l'armistice, les collaborateurs furent poursuivis ; certains furent condamnés à mort, comme Leo Vindevogel et Auguste Borms.

### Question royale
Après la fin de la Seconde Guerre mondiale, la question se pose de savoir si Léopold III, accusé de collaboration, serait autorisé à régner à nouveau. Lors de la consultation populaire organisée, plus de 70 % des néerlandophones sont favorables au retour du roi, contre près de 60 % des francophones opposés. À la suite d'importantes manifestations, grèves et attentats du côté francophone, le roi, craignant un début de déstabilisation de l'unité nationale, abdique en faveur de son fils Baudouin, ce qui règle dans l'immédiat le conflit.

Le mouvement flamand vit les protestations francophones et l'abdication du roi comme un déni de démocratie, voyant leur victoire à la consultation populaire leur échapper (58 % de votes favorables au retour du roi sur toute la Belgique). Le mouvement se radicalise, tandis qu'il prend conscience de sa force électorale (environ 60 % de la Belgique serait néerlandophone).

### LeWalen Buitenet la régionalisation
La destruction de la tour de l'Yser en 1946 et la Question royale donnèrent une nouvelle impulsion au mouvement flamand. Il reçut à nouveau un important soutien populaire entre 1957 et 1965. L'opposition au recensement linguistique conduisit à deux importantes marches sur Bruxelles rassemblant des dizaines de milliers de manifestants. La frontière linguistique fut fixée définitivement en 1962. En 1968 suivit le combat pour la néerlandisation de l'Université catholique de Louvain (voir l'affaire de Louvain appelée aussi le « Walen buiten » par les francophones, et le "Leuven vlaams" par les néerlandophones). Puis avec le pacte d'Egmont, la question de Bruxelles se pose.

### Participation au pouvoir
En 1977, la Volksunie, fondée en 1954, fut impliquée dans les négociations de la deuxième réforme de l'État. Les négociations aboutirent au pacte d'Egmont, nommé d'après le palais d'Egmont, où se tinrent, de nuit, les réunions secrètes. L'accord dut faire face à d'importantes protestations : l'aile droitière, radicale et antibelge du mouvement flamand estima qu'il était trop avantageux pour les francophones. Malgré les protestations, l'assemblée de la Volksunie approuva l'accord par une majorité des deux-tiers. Néanmoins le Premier ministre Leo Tindemans finit par démissionner. Le pacte ne fut donc jamais appliqué. Le pacte d'Egmont provoqua finalement une scission au sein de la Volksunie, qui mena à la création du Vlaams Blok en 1978. Après la troisième réforme de l'État en 1988, un régime fédéral fut définitivement instauré en Belgique, ce qui fut officiellement entériné par les accords de la Saint-Michel en 1993.

### Aujourd'hui
Le nationalisme flamand est actuellement la tendance dominante du mouvement flamand. Une tendance très récente dans le mouvement est l'attention accordée aux immigrants (appelés « nouveaux Flamands »), notamment au sein du comité du pèlerinage de l'Yser, de l'OVV et du VOS (nl).

## Question économique
Depuis les années 1960, la Flandre est plus riche que la Wallonie. Le PIB par habitant en 2007 est de 28 286 € en Flandre, contre 20 191 € en Wallonie,. La région de Bruxelles-capitale concentre également une grande partie des richesses. Certaines taxes sont différentes par région, et des revendications concernant une plus grande séparation existent,.
Par ailleurs, en cas de séparation, la charge de la dette belge ne saurait être supportée seule par la Flandre.
Une étude de l'université de Namur  estime à 7 milliards d'euros par an l'argent prélevé en Flandre et redistribué en Wallonie. En 2007, l'université catholique de Louvain estimait cette somme à 5,7 milliards.Selon Vives, en comptant Bruxelles, le transfert du Nord vers le Sud atteint plus de 11 milliards.
En 2015, le Vlaams Belang a conduit 16 camions de Flandre en Wallonie, censés représenter les transferts d'argent d'un montant de 16 milliards d'euros, accompagnés du slogan « genoeg is genoeg » (assez c'est assez). Déjà il y a 10 ans la N-VA avait déversé 11,3 milliards de faux billets devant l'ascenseur de Strépy-Thieu pour dénoncer ces transferts financiers.

## Différentes tendances
On distingue les orangistes, favorables aux Pays-Bas, dont le nom vient des Orange-Nassau, rois des Pays-Bas; les séparatistes, favorables à une Flandre indépendante, comportant certains membres du Vlaams Belang ; les confédéralistes, qui veulent une Flandre belge avec une forte autonomie, parmi lesquels on retrouve CD&V, SPA et VLD; et les fédéralistes (Flandre belge avec une plus faible autonomie).

## Partis politiques liés au mouvement
| Parti                           | Abréviation | Idéologie             |
| ------------------------------- | ----------- | --------------------- |
| Christen-Democratisch en Vlaams | CD&V        | Démocratie chrétienne |
| Nieuw-Vlaamse Alliantie         | N-VA        | Droite conservatrice  |
| Vlaams Belang                   | VB          | Extrême droite        |
| Liste Dedecker                  | LDD         | Populisme             |

L'Open VLD, Groen! et le SPA possèdent également une aile proche du mouvement flamand.
À l'Open VLD, cette aile se concentre notamment autour de ses élus locaux du Brabant flamand et du think tank Nova Civitas. Au SPA, il s'agit principalement des figures suivantes : Bert Anciaux, Leo Peeters, Frank Vandenbroucke et surtout Norbert De Batselier. Ce dernier est l'auteur de Het Sienjaal, avec Maurits Coppieters.
Les petits partis suivants sont également liés au mouvement flamand :
- Vlaams-Socialistische Beweging (nationalisme de gauche),
- Vrij Vlaanderen,
- VLOTT (libéral de droite, indépendantiste).

## Associations liées au mouvement
| - Aktiekomitee Vlaamse Sociale Zekerheid (AK-VSZ) - Comité Vlaanderen Onafhankelijk (pluraliste) - Davidsfonds - Groupe de réflexion In de Warande - Deltastichting - Forum van Vlaamse Vrouwen - Gravensteengroep - Comité du pèlerinage de l'Yser - IJzerwake - Jonge Vlamingen - Katholiek Vlaams Hoogstudenten Verbond (KVHV) - Marnixring - Masereelfonds - Meervoud | - Nationalistisch JongStudentenVerbond (NJSV) - Nationalistische Studentenvereniging (NSV) - Orde van de Vlaamse Leeuw - Overlegcentrum van Vlaamse Verenigingen (OVV) - Het Pennoen - Rodenbachfonds - Rode Leeuwen - Sociaal Flamingantische Landdag (SFL) - Taal Aktie Komitee (TAK) - Taalminnend Studentengenootschap 't Zal Wel Gaan - Verbond der Vlaamse Academici (VVA) | - Vlaamse Hoop - Het Vlaamse Kruis - Vlaamse Volksbeweging (VVB) - Vlaams Nationaal Jeugdverbond (VNJ) - Vlaanderen Vlagt - Volk in Nood (VIN) - Voorpost - VOS - Vlaamse Vredesvereniging - Vlaams-Socialistische Beweging (V-SB) - Vrijbuiter - Werkgroep Randbelangen - Willemsfonds |